# Galea flavidens
Galea flavidens és una espècie de mamífer rosegador de la família dels càvids. És endèmic del Brasil. No se sap gaire cosa sobre la seva història natural. El seu hàbitat natural són els matollars de sabana. Es creu que no hi ha cap amenaça per a la supervivència d'aquesta espècie, tot i que parts del seu hàbitat estan afectades per incendis forestals.
El seu nom específic, flavidens, significa ‘dent groga’ en llatí.